# أسطورة صندوق بندورا
أسطورة صندوق بندورا هي الرواية رقم 62 من سلسلة ما وراء الطبيعة التي تصدرها المؤسسة العربية الحديثة ضمن روايات مصرية للجيب للكاتب أحمد خالد توفيق. تُعدُّ السلسلة أول سلسلة روايات عربية في أدب الرعب.

## مقدمة
دوى الانفجار الرهيب في الحانة، وبناية البلدية، والنادى النسائي، واهتزت البلدة كلها من الرعب، أكثر منها بسبب الانفجار ذاته، وهوت بقايا الانفجار أرضاً فتلقفتها النيران القادمة من الغرب، وفي السماء لم يعد أحد يرى قرص القمر .. لقد غطى الدخان كل شيء .. فيما بعد، كان القمر المكتمل هو المتهم الرئيسي في القضية .. إن سلوك الإنسان العدواني الجنوني يتزايد مع القمر المكتمل، وهذه حقيقة عرفها العلماء من زمن.

## مقتطفات من الكتاب
- “أحب القوم الذين لا يعتبرون مشاكلهم نهاية العالم، ويتوقعون أن يحدث كسوف شمسي أو جفاف أو أن يزحف التصحر إلى شمال أفريقيا، لمجرد أنهم يشعرون بإحباط عاطفي..”

## أبطال الرواية
- د. رفعت إسماعيل عبد الحفيظ هي الشخصية الرئيسية في سلسلة ما وراء الطبيعة للكاتب المصري أحمد خالد توفيق. طبيب أعزب في السبعينات من عمره يروي ذكرياته عن سلسلة من الأحداث الخارقة للطبيعة التي تعرض لها في حياته، أو يروي تجارب أخرى عُرضت عليه بسبب الشهرة التي حققها في مجال الخوارق بعد نشر أخبار عن مغامراته في مجلات أمريكية، وحلوله ضيفاً دائماً على برنامج إذاعي مصري يحمل اسم بعد منتصف الليل.

## روابط خارجية
- سلسلة ما وراء الطبيعة.
- آراء القراء حول رواية أسطورة الغرباء على موقع أبجد
- لمعرفة المزيد من التفاصيل والآراء حول الموضوع راجع منتدى شبكة روايات التفاعلية[3]
- الموقع الرسمي للمؤسسة العربية الحديثة
- صفحة د.أحمد خالد توفيق على موقع دار ليلى للنشر.
- مقالات الكاتب بجريدة التحرير.
- مقالات الكاتب بمجلة إضاءات
- مقالات الكاتب بجريدة اليوم الجديد
- قصص مسلسلة للكاتب في موقع بص وطل
- مقالات للكاتب في مجلة الشباب المصرية
- صفحة أحمد خالد توفيق على موقع جود ريدز
- صفحة أحمد خالد توفيق على موقع أبجد